# Jack Connor
John Ferguson Connor, più conosciuto come Jack Connor (Maryport, 25 luglio 1934 – Formby, 6 marzo 2010) è stato un calciatore inglese, di ruolo difensore.

## Caratteristiche tecniche
Era un difensore centrale.

## Carriera

### Giocatore
Dopo aver giocato nelle giovanili dell'Huddersfield Town, esordisce tra i professionisti nella stagione 1954-1955, all'età di 20 anni, giocando 5 partite nella prima divisione inglese con i Terriers; nel campionato successivo, che si conclude con la retrocessione in seconda divisione del club, Connor gioca invece 2 partite. Dal 1956 al 1960 gioca poi in seconda divisione con l'Huddersfield Town, totalizzando complessivamente 78 presenze e 10 reti in partite di campionato. All'inizio della stagione 1960-1961 viene ceduto al Bristol City, club di terza divisione: alla sua quinta stagione con i Robins conquista un secondo posto nella Third Division 1964-1965, con conseguente promozione in seconda divisione, categoria in cui continua a giocare dal 1965 al 1971, anno in cui dopo complessive 408 presenze (355 delle quali in partite di campionato) e 10 reti in competizioni ufficiali lascia il club, di cui è il tredicesimo giocatore di sempre per numero di partite ufficiali disputate.
Dopo un iniziale ritiro, dal 1973 al 1976 gioca nei semiprofessionisti del Formby nella Cheshire County League.

### Allenatore
Dopo il ritiro, per alcuni anni ha lavorato come allenatore delle riserve all'Everton.